# Per Granath (militär)
Per Adolf Ingemar Granath, född 24 mars 1930 i Falköpings stadsförsamling i Skaraborgs län, död 4 juli 2002 i Skövde församling i Västra Götalands län, var en svensk militär.

## Biografi
Granath avlade officersexamen vid Krigsskolan 1953 och utnämndes samma år till fänrik vid Signalregementet, där han 1955 befordrades till löjtnant. Han var skolchef och kåradjutant samt gick Högre kursen på Militärhögskolan 1962–1964 och befordrades 1963 till kapten vid Göta signalregemente. Han var signalofficer vid staben i III. militärområdet 1964–1966, ställföreträdande sambandschef i V. militärområdet 1966–1967, kompanichef vid Göta signalregemente 1967–1970 och sekreterare i Neutrala nationernas övervakningskommission 1968. Han var detaljchef vid Signalavdelningen i Arméstaben 1970–1972 och befordrades 1971 till major. År 1972 befordrades han till överstelöjtnant och 1972–1978 var han sambandschef i V. militärområdet, varpå han 1978–1984 var stabschef och utbildningschef vid Göta signalregemente. Nyssnämnda regemente bytte 1984 namn till Göta signalbataljon och Granath var dess chef 1984–1987, varefter han tjänstgjorde i Personalutvecklingsavdelningen på Försvarsstaben 1987–1990.

## Utmärkelser
- Riddare av Svärdsorden, 1972.[3]